# رقيقة داخلية

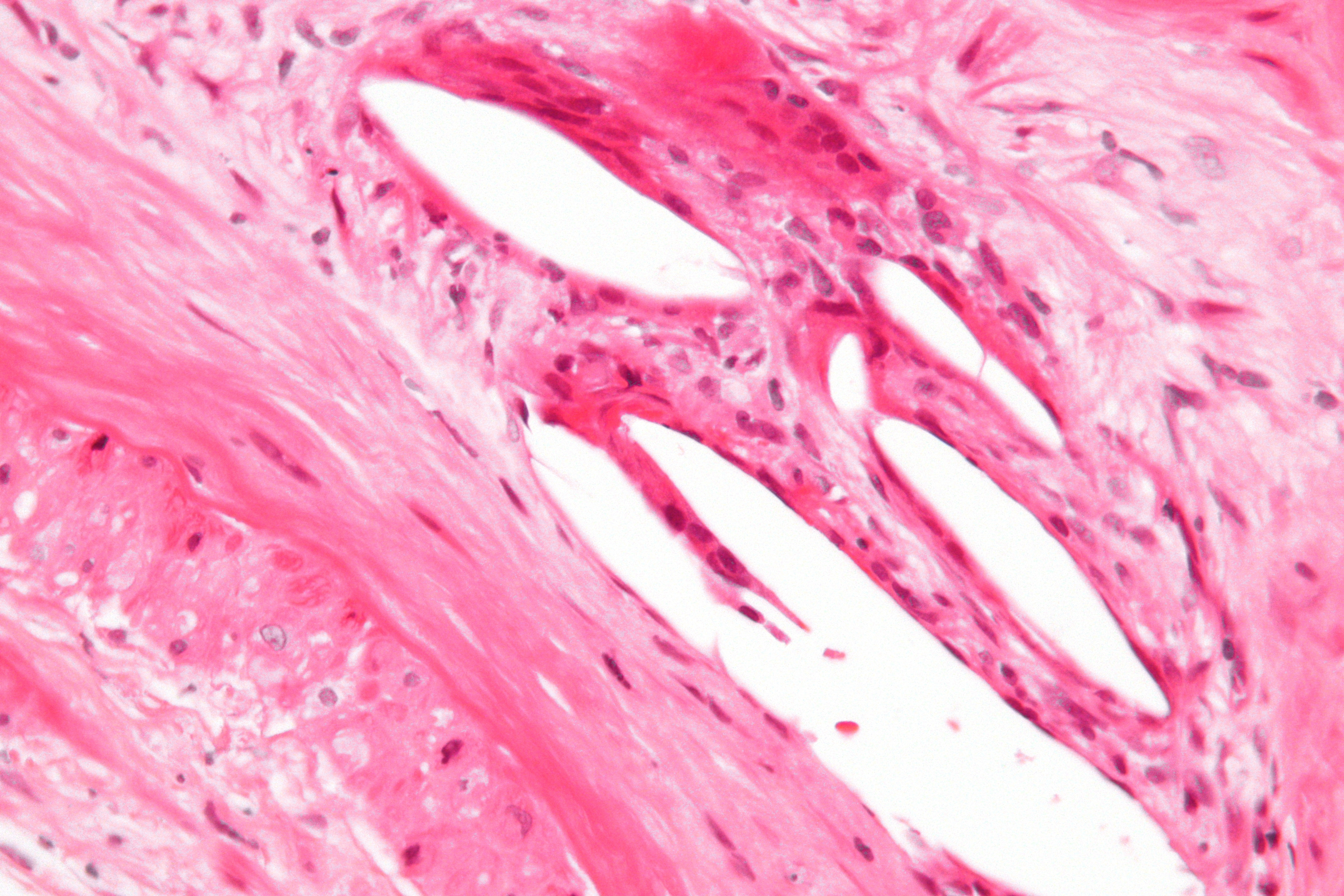
صورة مكبرة للرقيقة الداخلية (قانية اللون - من وسط الصورة الأيسر إلى وسط الصورة الأيسر السفلي). عن H&E stain.

الشريان وتكوينه الطبقي

رقيقة داخلية أو الرقيقة الداخلية المرنة (بالإنجليزية: internal elastic lamina)‏ هي طبقة أنسجة تكوّن الجزء الخارجي من الغلالة الباطنة للأوعية الدموية.

## التشريح
يمكن رؤية  الرقيقة الداخلية في الشرايين العضلية حيث تظهر سميكة وبوضوح. وتكون رقيقة في الأوردة والأوردة الصغيرة. وفي شرايين موصلة مثل الأبهر توجد فيها تلك الرقائق أو الصفائح منتظمة ومرنة بين طبقات خلايا العضلات الملساء وطبقة الغلالة الوسطانية؛ وتكون الرقيقة الداخلية تقريبا مساوية لسمك الرقائق المرنة العادية التي توجد أيضا.

## اقرأ أيضا
- شريان
- بطانة غشائية
- غلالة باطنة tunica intima
- غلالة وسطانية tunica media
- شرين arteriole
- شريان موصل elastic artery